# 로니 안코나
로니 안코나(영어: Ronni Ancona 로니 앵코나[*], 영어 발음: /æŋˈkoʊnə/, 1966년 7월 4일 ~ )는 영국의 배우, 각본가, 영화 제작자이다.
라우스에서 태어났다.

## 출연 작품

### 영화
- 칼슘 키드 (2004)
- 기디온의 딸 (2005, Gideon's Daughter)
- 수탉과 황소 이야기 (2005) - 어니타 역
- 페넬로피 (2006) - 완다 역
- Huge (2010) - 본인 역
- 트립 투 이탈리아 (2014) - 도나 역
- The Marriage of Reason & Squalor (2015)

### 텔레비전
- 스킨스 (2009-10)
- 아가사 크리스티: 미스 마플 (2007) - 복수의 여신(Nemesis) 편
- Hope Springs (2009)
- 미드소머 머더스 (2011)
- 명탐정 브라운 신부 (2015)
- 데스 인 파라다이스 (2024)